# Кубок Німеччини з футболу 1977—1978
Кубок Німеччини з футболу 1977—1978 — 35-й розіграш кубкового футбольного турніру в Німеччині, 26 кубковий турнір на території Федеративної Республіки Німеччина після закінчення Другої світової війни. У кубку взяли участь 128 команд. Переможцем кубка Німеччини втретє став Кельн.

## Третій раунд
| Команда 1                | Рахунок | Команда 2                     |
| ------------------------ | ------- | ----------------------------- |
| 14 жовтня 1977           |         |                               |
| Аугсбург (аматори) (3)   | 0:4     | Герта (Західний Берлін)       |
| Франкфурт (2)            | 0:3     | Кельн                         |
| 15 жовтня 1977           |         |                               |
| Дуйсбург                 | 2:1     | Кайзерслаутерн                |
| Шальке 04                | 1:0     | Айнтрахт (Франкфурт-на-Майні) |
| Гомбург (2)              | 3:1     | Баварія                       |
| Фортуна (Дюссельдорф)    | 4:1     | Рот-Вайс (Ессен) (2)          |
| Фрайбургер (2)           | 2:6     | Бохум                         |
| Зандгаузен (3)           | 0:4     | Айнтрахт (Брауншвейг)         |
| Ванне-Айкель (Герне) (3) | 0:2     | Вердер                        |
| Гамбург                  | 6:0     | Гільдесгайм (3)               |
| Боруссія (Менхенгладбах) | 3:0     | Боннер (3)                    |
| Баєр 04 (2)              | 1:5     | Вестфалія (Герне) (2)         |
| Карлсруе СК (2)          | 2:0     | Байройт (2)                   |
| Лангервее (Дюрен) (3)    | 2:0     | Оснабрюк (2)                  |
| 16 жовтня 1977           |         |                               |
| Шварц-Вайс (Ессен) (2)   | 2:1 дч  | Швеннінген (3)                |
| 25 жовтня 1977           |         |                               |
| Мюнхен 1860              | 3:0     | Аугсбург (2)                  |

## Четвертий раунд
| Команда 1                        | Рахунок | Команда 2               |
| -------------------------------- | ------- | ----------------------- |
| 19 листопада 1977                |         |                         |
| Гомбург (2)                      | 1:1 дч  | Герта (Західний Берлін) |
| Лангервее (Дюрен) (3)            | 1:3     | Дуйсбург                |
| Боруссія (Менхенгладбах)         | 3:0     | Бохум                   |
| Фортуна (Дюссельдорф)            | 3:1     | Айнтрахт (Брауншвейг)   |
| Шальке 04                        | 4:2     | Гамбург                 |
| Вердер                           | 2:1     | Мюнхен 1860             |
| Кельн                            | 4:0     | Карлсруе СК (2)         |
| Шварц-Вайс (Ессен) (2)           | 0:0 дч  | Вестфалія (Герне) (2)   |
| 29 листопада 1977 (перегравання) |         |                         |
| Герта (Західний Берлін)          | 4:1 дч  | Гомбург (2)             |
| 30 листопада 1977 (перегравання) |         |                         |
| Вестфалія (Герне) (2)            | 0:1     | Шварц-Вайс (Ессен) (2)  |

## Чвертьфінали
| Команда 1                     | Рахунок | Команда 2                |
| ----------------------------- | ------- | ------------------------ |
| 20 грудня 1977                |         |                          |
| Кельн                         | 9:0     | Шварц-Вайс (Ессен) (2)   |
| Дуйсбург                      | 1:0     | Герта (Західний Берлін)  |
| Шальке 04                     | 1:1 дч  | Фортуна (Дюссельдорф)    |
| Вердер                        | 2:1     | Боруссія (Менхенгладбах) |
| 26 грудня 1977 (перегравання) |         |                          |
| Фортуна (Дюссельдорф)         | 1:0     | Шальке 04                |

## Півфінали
| Команда 1             | Рахунок | Команда 2 |
| --------------------- | ------- | --------- |
| 25 січня 1978         |         |           |
| Кельн                 | 1:0     | Вердер    |
| Фортуна (Дюссельдорф) | 4:1     | Дуйсбург  |

## Фінал
| 15 квітня 1978 16:00 (CET) |

| Фортуна (Дюссельдорф) | 0:2      | Кельн                     |
| --------------------- | -------- | ------------------------- |
|                       | Протокол | Кульман 71' ван Гооль 90' |

| Паркштадіон, Гельзенкірхен Глядачів: 70 000 Арбітр: Ян Редельфс |